# قائمة متاحف تونس
تحتوي هذه المقالة على قائمة المتاحف في تونس، وهي مصنفة آليا حسب تاريخ افتتاحها (مع إمكانية تصنيفها بالضغط على عناوين الأعمدة)، وتتنوع المتاحف أسفله بين العامة والخاصة من جهة، وبين نوع المجموعات التي تحتويه (أثرية، تاريخية، تقليدية، فنية) من جهة أخرى. 

يُلحَظُ أن هذه القائمة لا تحتوي على الأغلبية الكبرى من المواقع الأثرية في تونس حيث أنها لا تُعتبر مَتَاحِفَ بالمعنى الصحيح للكلمة، ومع ذلك البعض منها يستضيف متاحف وهي مذكورة أسفله.

يعتبر المتحف الوطني بقرطاج أول متحفٍ تونسي، إذ تأسس سنة 1875 ويعرض مجموعة من القطع الأثرية التي وجدت في موقع توفاة قرطاج. أما المتحف الوطني بباردو الذي تأسس سنة 1888، يعتبر من أهم المتاحف في حوض المتوسط ويعرض أكبر مجموعة من اللوحات الفسيفسائية الرومانية في العالم. الإرث البحري للبلاد معروض في متحف دار الحوت بصلامبو. أما بالنسبة للموروث الإسلامي، فجزء منه معروض بمتحف باردو، لكن المتحف الوطني للفن الإسلامي برقادة يستأثر ويعرض مجموعة فنية كبيرة. سنة 1970، وبالتشارك بين الحكومة التونسية واليونسكو، وضع برنامج لافتتاح عدة متاحف تتوزع بين متاحف عامة وجهوية ومحلية ومتخصصة وذلك بهدف إقرار لامركزية ثقافية. 

سنة 2010، بلغ عدد زوار المتاحف والمواقع الأثرية حوالي 2.5 مليون زائر، إلا أن هذا الرقم شهد انخفاضا كبيرا بعد الثورة التونسية حيث أنه في 2017، لم يسجل إلا 650 ألف زائر فقط.

## القائمة
| المتحف                                                | الصورة | الولاية       | الافتتاح | النوع           | ملخص | الإحداثيات والمدينة                                                        |
| ----------------------------------------------------- | ------ | ------------- | -------- | --------------- | --- | -------------------------------------------------------------------------- |
| المتحف الوطني بقرطاج                                  |        | تونس          | 1875     | أثري            | أحد المتاحف الأثرية الرئيسية في تونس إلى جانب المتحف الوطني بباردو. يقع المتحف بجانب كاتدرائية القديس لويس بقرطاج، في مبنى كان سابقا مقرا للآباء البيض، ويحتوي المتحف على مجموعات هامة ترجع للحقبة البونية-القرطاجية والحقبة الرومانية. | 36°51′12″N 10°19′28″E / 36.853219°N 10.324352°E قرطاج                      |
| المتحف الوطني بباردو                                  |        | تونس          | 1888     | أثري            | أحد أهم وأشهر المتاحف في حوض البحر الأبيض المتوسط، وثاني متحف أفريقي من حيث حجم المجموعات الأثرية بعد المتحف المصري، ويحتوي على أكبر مجموعة فسيفساء رومانية في العالم. يقع المتحف في أحد القصور القديمة لبايات تونس. يتتبع المتحف تاريخ تونس على مدى عدة آلاف من السنين وعبر عدة حضارات من خلال مجموعة واسعة من القطع الأثرية، وجدت بفضل الحفريات المقامة في مختلف المواقع الأثرية التونسية، أساسا قرطاج وحضرموت ودقة وأوتيك. جزء من المصحف الأزرق يوجد في القسم الإسلامي من المتحف.                                                                                | 36°48′34″N 10°08′04″E / 36.809328°N 10.134437°E تونس العاصمة               |
| المتحف الأثري بصفاقس                                  |        | صفاقس         | 1907     | أثري            | يقع المتحف داخل مبنى بلدية صفاقس، ويحتوي على مجموعة هامة من القطع الأثرية المكتشفة في صفاقس، ولكن أيضا في طينة والصخيرة وأكولا. تمثل اللوحات الفسيفسائية الجزء الأكبر من القطع المعروضة، إلى جانب عدة قطع نقدية وأخرى خزفية ومنحوتات زجاجية. | 34°43′56″N 10°45′50″E / 34.732139°N 10.763889°E صفاقس                      |
| متحف دار الحوت بصلامبو                                |        | تونس          | 1924     | بحري            | هو أهم متحف تونسي مخصص للبحر، ويقع في قرطاج على الموقع القديم لموانئها البونية. مواضيع المجموعات المعروضة في المتحف تخص تاريخ تونس البحري والمائي في محيطها المتوسطي، وجغرافيتها المائية والشاطئية والجزرية، إضافة إلى مختلف أنواع الطيور البحرية والأسماك، وأخيرا تقنيات الصيد التقليدية في تونس. | 36°50′36″N 10°19′33″E / 36.843245°N 10.325859°E قرطاج                      |
| متحف دار الجلولي                                      |        | صفاقس         | 1939     | تقليدي          | هو قصر يقع في مدينة صفاقس العتيقة، شيد في القرن السابع عشر من قبل أندلسيين قادمين من إسبانيا. اشتراه بعد ذلك قائد صفاقس فرحات الجلولي وحمل اسمه منذها. يعرض المتحف نمط العيش اليومي التقليدي القديم في مدينة صفاقس ويحتوى كذلك على مجموعة من اللوحات الزيتية. | 34°44′10″N 10°45′44″E / 34.736172°N 10.762354°E صفاقس                      |
| المتحف الأثري بسوسة                                   |        | سوسة          | 1951     | أثري            | هو ثاني أكبر متحف في تونس من حيث مجموعة اللوحات الفسيفسائية، ويقع في القصبة القديمة لمدينة سوسة. أغلب المجموعات الأثرية وجدت في الساحل التونسي بعد عمليات الحفريات المقامة في عدة أماكن. إلى جانب اللوحات الفسيفسائية، يوجد العديد من القطع الفخارية واللوحات الحجرية والمرفقات الجنائزية. | 35°49′22″N 10°38′08″E / 35.822819°N 10.635487°E سوسة                       |
| متحف علي بورقيبة للفنون الإسلامية                     |        | المنستير      | 1958     | تاريخي إسلامي   | يقع المتحف داخل رباط المنستير الأثري. توجد به العديد من القطع الخشبية المنحوتة متأتية من جامع عقبة بن نافع، وشواهد قبور رخامية وأوراق خطية من القرآن وأواني فخارية وقطع زجاجية منحوتة وقطع نقدية إسلامية. من أهم قطعه يوجد مخطوطات كتبت بالخط الكوفي ومنسوجات قديمة وتحفة من العاج المنقوش يرجع تاريخ صنعها إلى عهد الأمويين ودمية من خشب يعود تاريخ نشئتها إلى فترة حكم العباسيين وعقد زواج محرر بالإيطالية وكذلك آلة فلكية صنعت بقرطبة سنة 927. | 35°46′34″N 10°49′59″E / 35.776045°N 10.833114°E المنستير                   |
| متحف البريد                                           |        | تونس          | 1959     | تاريخي          | يقع المتحف في مبنى تابع ومحاذٍ لوزارة تكنولوجيا المعلومات والاتصال وهو يروي تاريخ البريد التونسي. يحتوى المتحف على مجموعات كاملة من الطوابع البريدية التونسية، بدأ من أول طابع بريدي تونسي، وكذلك مجموعة من الوثائق الخطية القديمة المتعلقة بالبريد ومجموعة معدات بريدية كانت مستعملة في البريد في فترات مختلفة ومجموعة أجهزة اتصالات تلغراف وهواتف وأخيرا مجموعة من الصور الفوتوغرافية لمحلات البريد التونسية. | 36°47′47″N 10°10′44″E / 36.796394°N 10.178751°E تونس العاصمة               |
| متحف النفيضة                                          |        | سوسة          | 1965     | أثري            | يقع المتحف في مبنى كان قديما كنيسة مسيحية، ويحتوى على مجموعة من اللوحات الفسيفسائية المسيحية التي وجدت في بداية القرن العشرين في هنشير بير الشقارنية (أوبينا) وسيدي عبيش قرب مدينة النفيضة، أضيف إليها لاحقا شواهد حجرية وثنية وقطع خزفية رومانية وجدت في عين القارصي. | 36°08′07″N 10°22′48″E / 36.135243°N 10.379864°E النفيضة                    |
| متحف مكثر                                             |        | سليانة        | 1967     | أثري            | يقع المتحف في الموقع الأثري بمكثر، ويحتوي على مجموعات ترجع للحقبة القرطاجية (البونية) والنوميدية حتى نهاية التاريخ القديم، إضافة إلى آثار مسيحية ترجع للحقبة البيزنطية. | 35°51′22″N 9°12′23″E / 35.856000°N 9.206366°E مكثر                         |
| متحف معقل الزعيم (متحف الحركة الوطنية)                |        | تونس          | 1967     | تاريخي معاصر    | يقع المتحف في مبنى كان سابقا مسكنا لأول رئيس لتونس للحبيب بورقيبة طيلة فترة النضال ضد الاستعمار الفرنسي. يروي المتحف تاريخ الحركة الوطنية التونسية في الطابق العلوي للمبنى، بينما طابقه الأرضي ترك على حاله، حيث يحتوى على غرف نوم الحبيب بورقيبة وأخيه محمود والحبيب بورقيبة الابن والصالة والمطبخ. | 36°47′35″N 10°09′57″E / 36.792963°N 10.165887°E تونس العاصمة               |
| المتحف الأثري بالجم                                   |        | المهدية       | 1970     | أثري            | المتحف محاذٍ للمسرح الروماني بالجم، ويقدم مجموعة هامة من اللوحات الفسيفسائية الرومانية، تغطي مرحلة تمتد من القرن الثاني حتى القرن الخامس، وتجمع جزءً كبيرا من القطع المكتشفة في المدينة. يقع في المتحف منتزه أثري يحتوي على العديد من الفيلات الرومانية الهامة، منها منزل أو فيلا الطاووس والثانية هي دار أفريكا التي أعيد تشكيلها كاملة بحجمها الحقيقي. من أهم اللوحات الفسيفسائية الموجودة في المتحف، يمكن ذكر: «نمر يهاجم أخدرين إثنين»، «أسود تلتهم خنزير بري»، «أفريكا وفصول السنة»، «روما ومقاطعاتها».                                                          | 35°17′23″N 10°42′17″E / 35.289597°N 10.704814°E الجم                       |
| متحف الفنون والتقاليد الشعبية بالكاف                  |        | الكاف         | 1970     | تقليدي          | يقع المتحف في جزء تابع لزاوية دينية قديمة كانت تتبع الطريقة الرحمانية، وهو يهدف للتعريف بالعادات الشعبية وطريقة العيش التقليدية لسكان جهة الكاف قديما من حياة يومية وعمل وفروسية وفن ومطبخ ولباس تقليدي وغيرها. | 36°10′58″N 8°42′55″E / 36.182800°N 8.715309°E الكاف                        |
| متحف التراث التقليدي بجربة (متحف سيدي الزيتوني)       |        | مدنين         | 1970     | تقليدي          | أقيم هذا المتحف في مزار قديم لوليّ صالح يدعى سيدي الزيتوني، ويحتوي على مجموعة من المصنوعات التقليدية التي تشتهر بها جزيرة جربة، وهي النسيج والمصوغ والخزف والخشب المنقوش، وكذلك توجد مجموعة هامة من الملابس التقليدية التي تشتهر بها الجزيرة ومجموعة من الحلي اليهودية والإسلامية. في مبنى فرعي للمتحف، أعيد تشكيل ورشة خزّاف بجميع لوازمها من دواليب وأدوات ومجموعة نفيسة من الأواني المصنوعة من الطين المشوي. | 33°52′47″N 10°51′45″E / 33.879757°N 10.862449°E djerbamuseum.tn حومة السوق |
| متحف الفنون والتقاليد الشعبية بتونس (دار بن عبد الله) |        | تونس          | 1978     | تقليدي          | هذا المتحف هو أحد أبرز قصور مدينة تونس العتيقة ويقع قرب تربة الباي، يرجع تشييده للقرن الثامن عشر. يروي المتحف نمط عيش الطبقة البرجوازية العالية التونسية في القرن التاسع عشر والعشرين. المتحف مقسم لقسمين كبيرين: الأول مختص في الحياة اليومية العائلية بأهم جوانبها وأحداثها، بينما القسم الثاني مختص في الحياة العامة للمدينة ومؤسساتها (مساجد، أسواق، مقاهي...)، وأخيرا الجانب الاقتصادي ممثل عبر مختلف مهن هذه الحقبة. | 36°47′39″N 10°10′26″E / 36.794280°N 10.173759°E تونس العاصمة               |
| المتحف الأثري بسلقطة                                  |        | المهدية       | 1980     | أثري            | يحتوي المتحف على عدة أعمال أثرية من سلقطة أو سولكتوم (Sullectum) القديمة، خصوصا الطين النضيج، الفسيفساء الأرضية التي التصور سباق الأسد العملاق الأفريقي، ولكن أيضا الأمفورات التي وجدت في مواقع أخرى في الساحل التونسي. | 35°23′33″N 11°02′56″E / 35.392437°N 11.048831°E سلقطة                      |
| متحف العمارة التقليدية بقصبة صفاقس                    |        | صفاقس         | 1980     | أثري معماري     | يقع المتحف في قصبة صفاقس الواقعة في مدينة صفاقس العتيقة. يقدم المتحف جملة من الخصائص التقليدية التي تمتاز بها جهة صفاقس، حيث يبين مختلف تقنيات البناء وأدواتها المحلية، ويعطي لمحة عن المنشآت الدينية في المدينة العتيقة، إضافة لعدة معارض حول الصهاريج المائية والأبراج التقليدية الموجودة في المدينة، وأخيرا معرض للأقفال والمفاتيح والحروجات الحديدية. | 34°44′00″N 10°45′31″E / 34.733458°N 10.758740°E صفاقس                      |
| المتحف المسيحي المبكر بقرطاج                          |        | تونس          | 1980     | أثري            | هو متحف صغير أسس بعد حملة دولية قامت بها اليونسكو في السبعينات والثمانينات لإنقاض آثار قرطاج من النسيان. يحتوي على مجموعة من الآثار والقطع الرومانية والبيزنطية، وأهمها وأشهرها هو تمثال غانيمادس إلى جانب عدة لوحات فسيفسائية مثل «فسيفساء المحاربين المنتصرين»، «فسيفساء الطاووس»، «رصيف أوبوس المذهبية». | 36°50′54″N 10°19′29″E / 36.848436°N 10.324755°E قرطاج                      |
| متحف بولا ريجيا                                       |        | جندوبة        | 1982     | أثري            | هو متحف صغير يقع ضمن الموقع الأثري ببولا ريجيا. يحتوى على عدة نصب حجرية من الفترة البونية وتماثيل للآلهة تانيت، إلى جانب حجرة جنائزية منحوتة وفسيفساء دائرية لرأس ميدوسا. | 36°33′24″N 8°45′16″E / 36.556540°N 8.754470°E بولا ريجيا                   |
| متحف سيدي عمر عبادة                                   |        | القيروان      | 1982     | تقليدي          | يقع المتحف ضمن زاوية دينية تأوي ضريح الولي الصالح سيدي عمر عبادة. يتميز المبنى بارتفاع قبابه السبعة التي تعلوه. المجموعة المعروضة في المتحف كانت كلها على ملك سيدي عمر عبادة وتتنوع بين المراسي العملاقة والسيوف والمهارس البرنزية الثقيلة والغليون الضخم. | 35°40′37″N 10°05′42″E / 35.676998°N 10.094984°E القيروان                   |
| متحف نابل                                             |        | نابل          | 1984     | أثري            | شيد المتحف ليستقبل مختلف القطع المكتشفة إثر الحفريات في جهة الرأس الطيب. أغلب القطع الموجودة فيه وجدت في الموقع الأثري بنيابوليس ولكن مواقع صغيرة أخرى أيضا. تتنوع المجموعات بين البونية منها والرومانية، حيث يمكن أن نجد قطع جنائزية وآثار مساكن ومصنوعات تزيين وتبليطات فسيفسائية. يحتوي المتحف أيضا على منحوتات من المرمر الرقيق ومجموعة من الطين المشوي. | 36°27′02″N 10°44′11″E / 36.450684°N 10.736323°E نابل                       |
| متحف الفنون الشعبية بقابس                             |        | قابس          | 1984     | تقليدي          | أقيم المتحف في مدرسة قديمة ترجع للعهد المرادي، وهي محاذية لزاوية دينية للولي الصالح سيدي أبو لبابة الأنصاري. يركز المتحف على حياة الواحات التي تعرف بها ولاية قابس من خلال أربعة اهتمامات رئيسية: الصناعات المنزلية والزواج والتغذية والفلاحة. وفي المتحف أيضا بعض القطع الأثرية من تيجان ونقائش على الحجارة ومرمدات جنائزية. | 33°52′07″N 10°05′27″E / 33.868559°N 10.090735°E قابس                       |
| متحف الفنون والتقاليد الشعبية بالمنستير               |        | المنستير      | 1985     | تقليدي          | يعرض المتحف مجموعة من الصناعات التقليدية التي تشتهر بها ولاية المنستير من مصنوعات فاخرة كالنسيج والحرير والمعادن النفيسة والفخار والخشب، ولكن الملابس التقليدية والنسائية منها خاصة تكون إحدى أهم مجموعات المتحف. | 35°46′27″N 10°49′51″E / 35.774184°N 10.830951°E المنستير                   |
| المتحف الوطني للفن الإسلامي برقادة                    |        | القيروان      | 1986     | تاريخي إسلامي   | هو متحف مختص بالفن الإسلامي، ويقع قرب الموقع الأثري برقادة. يحتوي المتحف على آثار من القيروان ورقادة والمنصورية، هذه الأخيرة هي مدينة أميرية أسسها الفاطميون سابقا. من أهم قطعه هو محراب مماثل لمحراب جامع عقبة بن نافع والذي أعيد تشكيله، ومجموعات خزفية وأثرية إسلامية متنوعة. أشهر قطعة في المتحف هي صفحات من المصحف الأزرق يرجع تاريخها للقرن الرابع الهجري (القرن العاشر الميلادي). | 35°35′35″N 10°03′11″E / 35.593052°N 10.053153°E رقادة                      |
| المتحف الأثري بكركوان                                 |        | نابل          | 1986     | أثري            | هو متحف أثري يقع في الموقع الأثري بكركوان، ويعكس صورة للحياة اليومية في مدينة بونية قديمة اسمها مجهول لحد اليوم، وذلك عبر مختلف الأنشطة الاقتصادية والتجارية والدينية للمدينة. يحتوي المتحف أساسا على قطع نقدية وأخرى خزفية، وأهمها هي ناووس خشبي منحوت. | 36°56′52″N 11°05′56″E / 36.947689°N 11.098778°E كركوان                     |
| قصر الوردة (المتحف العسكري الوطني)                    |        | منوبة         | 1989     | تاريخي عسكري    | المتحف العسكري الوطني يقع في جزء من قصر الوردة. هذا الأخير أنشأ سنة 1793 في عهد الباي الحسيني حمودة باشا، وكان في البداية مقر إقامته، قبل أن يصبح مقر إقامة كبار ضيوف البلاد، ثم منذ 1839 أصبح يستعمل كمقر عسكري لعدة جهات عسكرية تونسية أو أجنبية. بعد الاستقلال، أعيد تأهيله واستعملته وزارة الدفاع التونسية، قبل أن يفتتح فيه المتحف العسكري في 1989. يحتوي المتحف على 000 23 قطعة من مخلتف عصور التاريخ العسكري التونسي، بينما توجد أيضا خارجه قطع عسكرية أخرى مثل مدفع مضاد للطائرات وطائرة حربية.                                                             | 36°48′41″N 10°05′55″E / 36.811327°N 10.098513°E منوبة                      |
| المتحف البيئي بإشكل                                   |        | بنزرت         | 1989     | بيئي            | يقدم المتحف عدة مجموعات من الثروة الحيوانية والنباتية الموجودة في الحديقة الوطنية بإشكل، وكذلك يحسس بالقضايا البيئية التي وجدت من أجلها هاته المحمية. | 37°08′18″N 9°41′33″E / 37.138342°N 9.692613°E الحديقة الوطنية بإشكل        |
| المتحف الأثري بقفصة                                   |        | قفصة          | 1990     | أثري            | يقع المتحف في المدينة العتيقة بالمدينة، ويحتوي أساسا على قطع تعود للحضارة القبصية، ولكن توجد عدة قطع رومانية في جناح ثانٍ. يوجد بالمتحف لوحتين فسيفسائيتين هامتين إحداهما تغطي مساحة 24 متر مربع. | 34°24′57″N 8°47′14″E / 34.415817°N 8.787117°E قفصة                         |
| المتحف الوطني بأوتيك                                  |        | بنزرت         | 1990     | أثري            | يقع هذا المتحف في الموقع الأثري بأوتيك، ويتكون من قاعتين، الأولى تغطي الحقبة البونية وبها قطع خزفية وتماثيل وقطع استعمال يومي وشواهد تذكارية، بينما تغطي القاعة الثانية الفترة الرومانية وتتكون أساسا من لوحات فسيفسائية ونقوش وتماثيل لشخصيات مشهورة. | 37°03′07″N 10°03′31″E / 37.052043°N 10.058599°E أوتيك                      |
| متحف دار شريط                                         |        | توزر          | 1990     | تقليدي          | يعتبر هذا المتحف أول متحف خاص في تونس، وهو متحف للفنون والعادات التقليدية والشعبية التونسية عامة ولجهة توزر خاصة. يحتوي المتحف على أكثر من عشرة قاعات، تبين كل واحدة منها جزء من الحياة اليومية للتونسيين باستعمال تماثيل من الشمع، مثل الحياة في منزل تقليدي فخم، الدراسة، التكوين الديني، الأشغال التقليدية والأعمال اليدوية، الحمامات التقليدية، بينما يجود أيضا قاعة لعرض لوحات زيتية. بسبب مشاكل مالية، أغلق المتحف في 2011، ولكن أعيد افتتاحه في 2014. | 33°54′45″N 8°07′12″E / 33.912613°N 8.119883°E توزر                         |
| المتحف الأثري بسبيطلة                                 |        | القصرين       | 1991     | أثري            | يقع المتحف قبالة مدخل الموقع الأثري بسبيطلة، وهو ذو حجم صغير مقارنة بأهمية الموقع الأثري. يتكون من أربعة غرف تعرض بعض اللوحات الفسيفسائية والتماثيل والقطع الأثرية والوثائق التاريخية التي تمثل الفترة الممتدة من عصر ما قبل التاريخ إلى الفترة الإسلامية. أغلق المتحف في 2011، ووعدت وزارة الثقافة بإعادة تأهيله وفتحه، ولكنه لا يزال مغلقا لحد اليوم. | 35°13′48″N 9°07′48″E / 35.229983°N 9.129983°E سبيطلة                       |
| المتحف الأثري بلمطة                                   |        | المنستير      | 1992     | أثري            | يقع المتحف داخل الموقع الأثري بلمطة المطل على البحر، ويحتوي بالأساس على قطع أثرية ترجع للعهد البوني والروماني موزعة على ثلاثة قاعات، منها العديد من اللوحات الفسيفسائية والأثاث الجنائزي والقطع الفخارية والمنحوتات الرخامية. | 35°40′38″N 10°52′38″E / 35.677110°N 10.877170°E لمطة                       |
| مدينة العلوم                                          |        | تونس          | 1992     | علمي            | هي مؤسسة تهتم بنشر الثقافة العلمية، شيّدت حول معلم عريق عرف ببستان أبي فهر الذي بناه السلطان أبو عبد الله محمد المستنصر في النصف الثاني من القرن الثالث عشر. تتكون مدينة العلوم من عدة فضاء ات، الفضاء ات المغلة هي: القبة الفلكية وفضاء الكون وفضاء الاستكشافات وفضاء الحياة والإنسان وفضاء المعارض المؤقتة. على امتداد المساحات التي تحيط بهيكلة البناء توجد معارض علمية مفتوحة، تروي تاريخ العلوم والاكتشافات وهي: مسمار أرخميدس وتاج المدخل الرئيسي (مرصع ب400 رقم تعبر على العدد 3.14) والساعة الشمسية والساعة المائية ورقاص فوكو والناعورة.                    | 36°50′58″N 10°11′19″E / 36.849531°N 10.188494°E تونس العاصمة               |
| المركز الوطني للخزف الفني                             |        | تونس          | 1992     | فني             | يقع هذا المتحف في جزء من زاوية سيدي قاسم الجليزي، ويحتوي على مجموعات من الخزف المحلي والمستورد من الدولة العثمانية، ولكن أيضا نصب جنائزية تونسية قديمة. | 36°47′38″N 10°09′49″E / 36.793776°N 10.163528°E تونس العاصمة               |
| المتحف العسكري لخط مارث                               |        | قابس          | 1994     | تاريخي عسكري    | يركز هذا المتحف العسكري على تاريخ خط مارث الدفاعي، ويقع قرب العديد من الملاجئ الدفاعية. يحتوي المتحف على مدافع حربية وأخرى مضادة للطائرات، وملابس وقطع عسكرية للجنود الفرنسيين والبريطانيين والألمان والإيطاليين الذين شاركوا في حملة تونس، وكذلك عدة خرائط وصور للماريشال إرفين رومل وجنوده. | 33°35′46″N 10°18′41″E / 33.596120°N 10.311480°E مارث                       |
| متحف دار الصيد                                        |        | سوسة          | 1996     | تقليدي          | يقع المتحف في مدينة سوسة العتيقة ويستحضر الحياة اليومية الحضرية في سوسة في القرن الثامن عشر والتاسع عشر. | 35°49′38″N 10°38′08″E / 35.827157°N 10.635449°E سوسة                       |
| متحف مدينة تونس                                       |        | تونس          | 1996     | تقليدي فني      | يقع المتحف في قصر خير الدين، الذي شيد بأمر من الوزير خير الدين التونسي. | 36°48′06″N 10°10′07″E / 36.801541°N 10.168507°E تونس العاصمة               |
| المتحف الوطني للطب بتونس                              |        | تونس          | 1997     | تاريخي طبي      | يتمركز المتحف في جزء من المبنى القديم لكلية الطب بتونس، ويعرض مجموعة من الأدوات والوثائق التي تهم الطب في البلاد، ومن بينها أدوات جراحة تعود إلى القرنين التاسع والعاشر ولوازم طبية وتجهيزات طبية تعود إلى القرنين الثامن عشر والتاسع عشر للميلاد، وكذلك نسخ من مخطوطات قديمة وشهادات ووثائق حول تاريخ الطب بتونس، إضافة إلى مجموعة من الصور والطوابع البريدية والنباتات ذات الاستعمال الطبي. | 36°48′07″N 10°09′47″E / 36.802055°N 10.163061°E تونس العاصمة               |
| المتحف الأثري بشمتو                                   |        | جندوبة        | 1997     | أثري            | يقع المتحف في الموقع الأثري بشمتو قرب الحدود مع الجزائر، ويتميز بوجوده في مصنع رخام قديم يعود للعهد الروماني، ويهدف إلى شرح كيفية استغلال الرخام في ذلك العهد وعرض بعض الآثار التي عُثر عليها في موقع المدينة النوميدية ثم الرومانية القديمة. | 36°29′23″N 8°34′37″E / 36.489593°N 8.576966°E شمتو                         |
| متحف الصحراء بدوز                                     |        | قبلي          | 1997     | تقليدي          | خصص هذا المتحف التقليدي للتراث المادي واللامادي للسكان الذين يعيشون في هذه المنطقة بين العرق الشرقي الكبير والحد الجنوبي لشط الجريد، ولكن أيضا للمجموعة الحيوانية والحياة النباتية للصحراء الكبرى. | 33°27′07″N 9°01′07″E / 33.451984°N 9.018487°E دوز                          |
| متحف المهدية                                          |        | المهدية       | 1997     | أثري وتقليدي    | يحتوي المتحف هذا الأثري على عدة مجموعات بونية ورومانية وبيزنطية وإسلامية (الدولة الفاطمية) إلى جانب مواد تتعلق بفنون وتراث الجهة. يوجد به أيضا مجموعة من الأعمدة البيزنطية التي غمرتها المياه، وجزء صغير من حطام سفينة المهدية (الجزء الأكبر موجود في المتحف الوطني بباردو). | 35°30′13″N 11°04′07″E / 35.503704°N 11.068639°E المهدية                    |
| متحف السينما                                          |        | تونس          | 1998     | تاريخي          | يقتفي هذا المتحف أثر التطور التقني الذي عرفته السينما في مجالي الصورة والصوت منذ بداية القرن العشرين، وهو يضم مجموعة من معدات السينما تعود إلى سنة 1904. توجد في المتحف قاعة تغطي قاعة ما قبل فترة السينما، عندما كانت تستعمل عروض قره كوز ومسرح الدمى الصقلية، وقد بدأت عروض الكاراكوز بتونس منذ القرن الرابع عشر باستعمال تقنيات الظل الصينية. بقية المتحف توجد به مجموعة من التجهيزات الأخرى، وقاعة صغيرة مهيأة لعرض الأفلام. | 36°47′47″N 10°09′56″E / 36.796340°N 10.165539°E تونس العاصمة               |
| المتحف البربري بتمزرط                                 |        | قابس          | 1999     | تاريخي تقليدي   | يروي هذا المتحف الصغير الخاص تاريخ الأمازيغ (البربر) في تونس، ويبين طريقة حياتهم اليومية والعادات والتقاليد التي يتميزون بها، وذلك عبر عرض العديد من القطع التقليدية والتماثيل، إضافة إلى عدة وثائق مكتوبة ومرئية توضح هذه المزايا. | 33°32′13″N 9°51′52″E / 33.536846°N 9.864491°E تامزرط                       |
| متحف ذاكرة الأرض بتطاوين                              |        | تطاوين        | 2001     | تاريخي جيولوجي  | يحتوي هذا المتحف الجيولوجي على مجموعة من المستحاثات وبقايا الديناصورات والزواحف والنباتات التي وجدت بجهة تطاوين. يستضيف المتحف أيضا نيزك تطاوين الذي سقط في الجهة في 27 يونيو 1931 والذي يزن 12 كيلوغراما، وعظام لأجزاء ديناصور من فصيلة الصوربوديات أطلق عليه اسم تطاوين هانيباليس. | 32°55′04″N 10°24′55″E / 32.917648°N 10.415182°E تطاوين                     |
| متحف الذاكرة الوطنية بالسيجومي                        |        | تونس          | 2001     | تاريخي          | يقع المتحف قرب النصب التذكاري بالسيجومي، ويقدم مجموعة من البرامج السمعية والبصرية التي تعطي الزائر فكرة عن الحضارات الكبرى التي تتالت في تونس. كما أنه يعطي من جهة أخرى، لمحة عامة عن الحركة الوطنية التي قادت البلاد إلى الاستقلال. | 36°46′16″N 10°10′14″E / 36.771178°N 10.170506°E تونس العاصمة               |
| متحف التربية                                          |        | تونس          | 2001     | تاريخي          | يروي المتحف تاريخ التعليم في تونس منذ استخدام الحروف الفينيقية عام 1101 قبل الميلاد. يضم المتحف العديد من المجسمات وتماثيل من الشمع التي تحاكي طرق التعليم التقليدية والمعاصرة، ووثائق مصورة بمختلف أنواعها تتعلق بتاريخ التعليم ونصوص قانونية وإدارية منظِمَة للمدرسة التونسية، بالإضافة إلى كتب مدرسية وأدوات للتعلم وأعمال طلابية وأثاث مدرسي. ينقسم المتحف إلى ثلاثة أجنحة: جناح الحروف منذ ما قبل الميلاد، جناح التعليم الزيتوني وجناح التعليم المعاصر. يحتوي المتحف أيضا على مكتب ثاني وزير تربية بعد الاستقلال محمود المسعدي وقاعة مجهزة بتقنيات حديثة للبحوث. | 36°48′04″N 10°09′51″E / 36.801094°N 10.164266°E تونس العاصمة               |
| متحف جرجيس                                            |        | مدنين         | 2003     | أثري            | المجموعات المعروضة في هذا المتحف تقدم آثار عثر عليها بعد حفريات في عدة مواقع أثرية بشبه جزيرة جرجيس، وهي تعود إلى الحضارات المختلفة التي تعاقبت على البلاد التونسية. وفي قسم ثان يطلع الزائر على نوعية حياة سكان هذه المنطقة في علاقاتهم العريقة بالأرض والبحر وبالآخرين من خلال التجارة. | 33°30′13″N 11°06′55″E / 33.503720°N 11.115415°E جرجيس                      |
| متحف المالية                                          |        | تونس          | 2003     | تاريخي مالي     | يعرض المتحف مجموعة من القطع المتعلقة بميادين المالية والميزانية والمحاسبة والديوانة والبنوك والتأمينات، ويقدم رؤية عن تطور هياكل التصرف في المالية العمومية منذ العهد القرطاجي. يحتوي المتحف على دفاتر مختلفة تتعلق بجمع الضرائب والأداءات منذ القرن السادس عشر ونماذج من الأوراق المالية والنقود منذ العهد القرطاجي ومجموعة من الأدوات والتجهيزات القديمة التي كانت مستعملة لطبع وموازين المعادن الثمينة وصور من مجوهرات العائلة الحسينية في القرن التاسع عشر إضافة إلى معطيات إحصائية حول تطور المالية العمومية قديما وحديثا.                                     | 36°48′04″N 10°10′42″E / 36.801220°N 10.178427°E تونس العاصمة               |
| متحف الذاكرة المشتركة التونسية الجزائرية بغار الدماء  |        | جندوبة        | 2005     | تاريخي          | يقع هذا المتحف بالمقر السابق لقيادة ثورة التحرير الجزائرية حيث كان مقر إقامة هيئة الأركان العامة لجيش التحرير الوطني الجزائري. يضم أسلحة وصورا وأرشيفات توثق مراحل الثورة الجزائرية والدعم التونسي لها واستعمال الأراضي التونسية من قبل الجزائريين. | 36°27′02″N 8°26′32″E / 36.450491°N 8.442349°E غار الدماء                   |
| متحف الشاق واق                                        |        | توزر          | 2005     | تاريخي          | يقع هذا المتحف الخاص والمشيد في شكل منتزه في قلب واحة توزر، ويسرد تاريخ الإنسان منذ عهد الديناصورات والانفجار العظيم ونشأة الإنسان وحتى الحضارات الفرعونية والرومانية والإغريقية والفينيقية والإسلامية، حيث يتضمن مجسمات بالأبعاد الحقيقية لكل المراحل التاريخية التي مرّت بها الإنسانية، وفقا للقراءة العلمية وللتاريخ الديني. | 33°54′42″N 8°08′50″E / 33.911687°N 8.147349°E توزر                         |
| دار عم الطيب للفن المعاصر                             |        | سوسة          | 2005     | فني             | أسس هذا المتحف الخاص الرسام والنحات الطيب بلحاج أحمد، ويستمد اسمه منه، ويقدم مجموعة من كبيرة جدا من القطع التشكيلية والمنحوتة والمرسومة من عدة مواد مثل النحاس والحجر والرخام والفولاذ والمطاط والخشب والقش والسيراميك، ذات أشكال غريبة من صنف الفن المعاصر. | 35°49′15″N 10°37′53″E / 35.820869°N 10.631527°E سوسة                       |
| متحف العادات والتقاليد بمدنين                         |        | مدنين         | 2006     | تقليدي          | يقع المتحف في أحد القصور الأثرية بوسط مدينة مدنين، يعرض مشاهد حية لأطوار الحياة اليومية عبر نماذج من اللباس التقليدي لأهالي المنطقة ويصور إبرام عقد الزواج أمام العدل، كما يجسد مجموعة من الأنشطة اليومية مثل الكتَّاب (مدرسة قرآنية) وصناعة الصوف والبلغة والأنشطة الفلاحية وأدوات الطبخ والإنارة والأقفال وغيرها. كما يوجد أيضا عرض دائم لحياة أهل الصحراء وسكناهم وطريقة عيشهم. يضم هذا المتحف معرضا بالعملة يحتوي على أكثر من 10ألاف قطعة نقدية بالإضافة إلى أوراق مالية لأكثر من 150 بلدا يزيد عمرها عن المائة عام.                                              | 33°20′51″N 10°29′31″E / 33.347518°N 10.491814°E مدنين                      |
| متحف تراث الجزر بقرقنة                                |        | صفاقس         | 2006     | تقليدي          | يسمى هذا المتحف أيضا متحف دار الفهري، وهو متحف خاص، يعرض الأنشطة التقليدية للجزيرة المرتبطة بالاقتصاد التقليدي والموجهة أساسا نحو الصيد البحري والحرف اليدوية باستخدام الحلفاء والنخيل، بالإضافة إلى تقديم شخصيات تاريخية عرفت الجزيرة مثل حنبعل والحبيب بورقيبة أو كذلك فرحات حشاد. | 34°43′12″N 11°14′36″E / 34.720030°N 11.243270°E العباسية                   |
| المتحف الأثري بالمكنين                                |        | المنستير      | 2007     | أثري وإثنوغرافي | يعرض المتحف مجموعة من القطع الأثرية يعود البعض منها إلى القرن الثالث قبل الميلاد أي للحضارة البونية. ومن جهة أخرى، يقدم المتحف مظاهر من العادات والتقاليد ونماذج من الملابس التقليدية والجواهر التي تتميز بها المنطقة. توجد في المتحف نقيشة تخلد ذكرى بناء مسجد سيدي بوعبانة من قبل السلطان الحفصي أبو عبد الله محمد المستنصر. | 35°37′32″N 10°54′03″E / 35.625524°N 10.900754°E المكنين                    |
| متحف الحضارات العربية والبربرية ابن خلدون بنفطة       |        | توزر          | 2007     | تقليدي فني      | يقدم المتحف مجموعة من القطع التقليدية والفنية التي تبرز الحياة اليومية في المنطقة، أهم مجموعة هي لوحات زيتية وصور فوتوغرافية لمدينة نفطة منذ 1860 والتي تروي مشاهد للألعاب الشعبية والطب التقليدي والأعراس والأسواق. توجد أيضا قطع ومجسمات تروي وتماثيل تبين الحياة اليومية كالطبخ والدراسة والأشغال التقليدية. | 33°52′09″N 7°53′04″E / 33.869090°N 7.884404°E نفطة                         |
| متحف العملة                                           |        | تونس          | 2008     | تاريخي          | يعرض المتحف العديد من القطع النقدية التي تبرز تاريخ وتطور العملة في البلاد التونسية على امتداد 25 قرنًا، أي منذ الحضارة القرطاجية ليومنا هذا. | 36°48′17″N 10°11′07″E / 36.804681°N 10.185252°E تونس العاصمة               |
| متحف دار خديجة بالحمامات                              |        | نابل          | 2008     | تاريخي          | يهدف المتحف إلى التعريف بتاريخ الحمامات على فترة تمتد لألفي سنة، عبر عرض مجسمات وقطع أثرية ترجع لعدة حقب تاريخية مرت بها المدينة. ومن جهة أخرى، يبين المتحف العادات والتقاليد التي تعرف بها المدينة من مشغولات تقليدية وتراث صناعي (فن التطريز وفن تقطير الأزهار والورود) إضافة للأزياء المحلية والسجاد والفخار التقليدي. | 36°23′37″N 10°36′48″E / 36.393738°N 10.613271°E الحمامات                   |
| متحف التراث التقليدي بكسرى                            |        | سليانة        | 2009     | تقليدي          | يعرض المتحف مجموعة من الأغراض والأدوات والقطع التي تعرف بعلاقة الانسان بمحيطه وكيفية عيشه اليومي وعمله ونشاطاته وتراثه التقليدي. | 35°48′48″N 9°22′02″E / 35.813359°N 9.367178°E كسرى                         |
| متحف الجنرال باتون بالقطار                            |        | قفصة          | 2011     | تاريخي          | يعرض هذا المتحف الصغير وثائق وصور وقطع عن معركة القطار التي وقعت بين الأمريكيين والألمان والإيطاليين في إطار الحرب العالمية الثانية، والتي فاز بها الجنرال الأمريكي جورج باتون، حيث كانت أول مركة تفوز بها قوات الحلفاء على قوات المحور. | 34°20′04″N 8°57′57″E / 34.334343°N 8.965770°E القطار                       |
| متحف الحبيب بورقيبة                                   |        | المنستير      | 2013     | تاريخي          | يقع المتحف في قصر صقانس، وهو قصر رئاسي قديم كان يشغله أول رئيس لتونس الحبيب بورقيبة، ولذلك يعرض المتحف مجموعة من أغراضه الشخصية وصور وتسجيلات خطبه وسيارته المرسيدس وتمثال الفروسية البرونزي. | 35°46′43″N 10°47′03″E / 35.778666°N 10.784252°E المنستير                   |
| متحف الصيد التقليدي بجرجيس                            |        | مدنين         | 2016     | تقليدي          | يقدم المتحف نظرة عن وسائل الصيد التقليدية المعروفة في هذه الجهة، ويقدم أيضا مقترحات لوسائل صيد صديقة للبيئة البحرية. | 33°30′02″N 11°07′00″E / 33.500589°N 11.116587°E جرجيس                      |
| متحف صفية فرحات                                       |        | ولاية بن عروس | 2016     | فني             | يقدم هذا المتحف مجموعة من المنسوجات الكبيرة والرسومات التي صممتها الفنانة صفية فرحات (1924-2004). دشّن المتحف في 9 ديسمبر 2016 داخل مركز الفنون الحية برادس والذي سبق وترأسته فرحات حتى وفاتها. |                                                                            |
| متحف حرز الله للتصوير الفوتوغرافي                     |        | المنستير      | 2017     | تاريخي          | يحتوى هذا المتحف الخاص على مجموعة من 900 آلة تصوير من أحجام وفترات مختلفة، ومجموعة ألوان وصور فوتوغرافية وكذلك حوالي 4000 بطاقة بريدية لتونس القديمة. | 35°49′30″N 10°38′18″E / 35.825059°N 10.638283°E المنستير                   |
| متحف صولة للصور ثلاثية الأبعاد (Magic Eye)            |        | سوسة          | 2017     | فني             | يعرض هذا المتحف الخاص مجموعة من الرسومات واللوحات الجدارية والأرضية ثلاثية الأبعاد، إضافة إلى لوحات زيتية ثلاثية الأبعاد أيضا ولكن أصغر من السابقة، ويسمح للزائرين بالإندماج في اللوحات، الشيء الذي يجعل منهم جزءً منها. | 35°49′40″N 10°38′26″E / 35.827689°N 10.640546°E سوسة                       |
| متحف المناطق الرطبة بغار الملح (دار البحيرة)          |        | بنزرت         | 2017     | تاريخي بيئي     | يقع المتحف في برج سيدي علي المكي (أو البرج اللوطاني) ويحتوي على لوحات توضيحية تعطي لمحة حول المناطق الرطبة وأهميتها في النظام البيئي وتوزيعها الجغرافي في العالم وكذلك حول أنواع الطيور المهاجرة والأسماك التي تعيش بهذه المناطق. ويعرف المتحف أيضا بمنطقة غار الملح وبالقطاع الفلاحي والصيد البحري بها وتاريخها كمنطقة معروفة بنشاط القراصنة بالمتوسط (في القرنين 15 و16). | 37°10′10″N 10°11′40″E / 37.169569°N 10.194313°E غار الملح                  |
| المتحف الأثري بحيدرة                                  |        | القصرين       | 2018     | أثري            | يقع المتحف في الموقع الأثري بحيدرة، ويحتوي على مجموعات أثرية رومانية وبيزنطية وإسلامية، تغطي فترة تواجد هذه الحضارات في هذه الجهة من تونس والجزائر. | 35°33′56″N 8°27′13″E / 35.565463°N 8.453690°E حيدرة                        |
| متحف مصلحة الجيولوجيا                                 |        | تونس          |          | جيولوجي         | يتبع هذا المتحف الديوان الوطني للمناجم ويقع في مقره، وجمعت أول نواة له في نهاية القرن التاسع عشر. يتكون المتحف من قاعتين تحتويان على مجموعات بليونتولوجية وبتروغرافية ومعدنية. رتبت المجموعات البلينتولوجية وفق التسلسل الستراتغرافي، أما البقية رتبت وفق مؤلفها (مستكشفها أو مصنفها). | 36°50′48″N 10°12′29″E / 36.846682°N 10.208099°E تونس العاصمة               |
| متحف قلالة                                            |        | مدنين         |          | تقليدي          | يهتم المتحف بالفنون التقليدية والصناعات اليدوية القديمة والعادات الشعبية والكنوز التراثية التي تعرف بها جزيرة جربة. ويعتبر من أكبر المتاحف الفنية في تونس إذ تبلغ مساحته 4000 متر مربع، ويتكون من مجموعة من الأجنحة يحتضن كل جناح منها معرضًا تستعرض فيه المهن اليدوية القديمة والأساطير والفسيفساء. | 33°43′57″N 10°51′56″E / 33.732519°N 10.865629°E قلالة                      |
| متحف للا الحضرية                                      |        | مدنين         |          | تاريخي إسلامي   | يحتوي المتحف على مجموعة من القطع الفنية الإسلامية، يبلغ عددها حوالي 1000 قطعة، تبين مختلف مراحل الفن والتاريخ الإسلامي في تونس وحوض البحر الأبيض المتوسط، وتتوزع بين الحلي والملابس والمخطوطات والأطباق، وكذلك قطع تزيين مسجدية وكتب قرآن وآثار برونزية. | 33°49′11″N 11°02′42″E / 33.819743°N 11.044968°E ميدون                      |
| متحف القبة                                            |        | سوسة          |          | تقليدي          | يعرض هذا المتحف مجموعة من القطع والعادات التقليدية التي تبين كيفية عيش سكان منطقة الساحل وخاصة سوسة، في كل مراحل الحياة اليومية والشغل والأفراح وغيرها. | 35°49′30″N 10°38′18″E / 35.825059°N 10.638283°E سوسة                       |
| متحف دار الحوت ببنزرت                                 |        | بنزرت         |          | بحري            | يحتوي هذا المتحف على العديد من الأحواض البحرية والسمكية التي تبرز تنوع الثروة السمكية في جهة بنزرت. وتبين من جهة ثانية التاريخ البحري الذي شهدته هذه الجهة من البحر الأبيض المتوسط. | 37°16′41″N 9°52′37″E / 37.278186°N 9.877002°E بنزرت                        |
| المتحف الثقافي سيدي بلخيرية                           |        | المنستير      |          | تاريخي          | يقدم المتحف مجموعة من القطع التقليدية من لباس وطرق الحياة والزواج والطبخ وغيرها التي عرفت بها وفيها مدينة جمال. | 35°37′19″N 10°45′31″E / 35.621824°N 10.758647°E جمال                       |
| متحف دار الصغير بالمهدية                              |        | المهدية       |          | تقليدي          | يعرض المتحف مجموعة هامة من اللباس التقليدي الذي تشتهر به جهة المهدية، ويقدم بصفة عامة طريقة العيش في منزل تقليدي قديما في المهدية. | 35°30′21″N 11°04′33″E / 35.505919°N 11.075867°E المهدية                    |
| متحف دار العنابي                                      |        | تونس          |          | تقليدي          | دار العنابي هي في الأصل منزل كبير يعود للمفتي العنابي شيد في القرن الثامن عشر ويتكون من حوالي 50 غرفة. يقدم هذا المتحف الخاص مجموعة كبيرة من اللباس التقليدي التونسي وإعادة تشكيل الحياة اليومية لعائلة تقليدية في منزل عتيق من منازل العاصمة وذلك عبر مجسمات بشرية ومواد وقطع تقليدية، معروضة في مختلف غرف المنزل والصالونات والمكتبة الخاصة والحديقة التركية والأفنية. | 36°52′15″N 10°20′51″E / 36.870947°N 10.347402°E سيدي بوسعيد                |
| متحف القضاء وحقوق الإنسان                             |        | تونس          |          | تاريخي          | يقع هذا المتحف في مقر وزارة العدل التونسية، ويحتوي على مجموعة كبيرة من الوثائق التاريخية الخاصة بتاريخ القضاء والقانون التونسي، تغطي كل تاريخ تونس ابتداءً من العهد البربري فيما قبل التاريخ (حضارة قبصية) ثم العهود القرطاجية والرومانية والوندالية والبيزنطية والأغلبية والفاطمية والصنهاجية والموحدية والحفصية والعثمانية والحسينية وأخيرا عهد الاستقلال وما بعد الاستقلال. يمكن الإطلاع على العشرات من هذه الوثائق عبر صفحة المتحف على موقع الوزارة. | 36°48′05″N 10°09′56″E / 36.801287°N 10.165640°E تونس العاصمة               |
| متحف دار عياد                                         |        | المنستير      | 2018     | تاريخي          | تم افتتاح هذا المتحف سنة 2018 وأغلق سنة 2019، وكانت مجموعاته تتكون أساسا من عدة وثائق وصور تركز على مسار الانشقاقات داخل الحزب الحر الدستوري التي أدت إلى تأسيس الحزب الحر الدستوري الجديد في مؤتمر قصر هلال. كما يقدم المتحف عدة أحداث توالت بعد هذا المؤتمر. وكان بمثابة متحف للحركة للوطنية، يقع في المنزل الذي عقد فيه هذا المؤتمر. |                                                                            |
| ديار عمر                                              |        | قابس          |          | تقليدي          | يقع هذا المتحف الخاص في منزل تقليدي كهفي. يعرض المتحف مجموعات من الصناعات التقليدية المحلية التي تقدم طرق الحياة في منطقة جبال الظاهر. | 33°32′34″N 9°53′44″E / 33.542675°N 9.895583°E مطماطة                       |

## مقالات ذات صلة
- قائمة المواقع الأثرية في تونس
- قائمة مواقع التراث العالمي في تونس

## وصلات خارجية
- موقع البيانات الثقافية المفتوحة التابع لوزارة الشؤون الثقافية.
- أسعار وتوقيت افتتاح المتاحف والمواقع، وكالة إحياء التراث والتنمية الثقافية، ديسمبر 2017.
- قائمة المتاحف بالجمهورية التونسية على بوابة البيانات المفتوحة للجمهورية التونسية.